# Hàm sinc

Hàm sinc chuẩn (xanh) và hàm sinc không chuẩn (đỏ) trên cùng một hệ trục tọa độ từ x = −6π đến 6π.

Trong toán học, hàm sinc, ký hiệu là sinc(x) hoặc đôi khi là Sa(x), là một hàm giải tích có hai định nghĩa tương đương tương tự nhau. Trong xử lý tín hiệu số, hàm số sinc chuẩn được định nghĩa là
{\displaystyle \mathrm {sinc} (x)={\frac {\sin(\pi x)}{\pi x}}}.
Nó được xem là định nghĩa chuẩn vì tất cả các giá trị của hàm tại các điểm x nguyên là bằng nhau.
Trong toán học, khái niệm hàm sinc không chuẩn còn được gọi là si(x) được định nghĩa là
{\displaystyle \mathrm {si} (x)={\frac {\sin(x)}{x}}}.
Điểm khác nhau duy nhất giữa hai định nghĩa là sự nhân giá trị của biến với thừa số π. Trong cả hai trường hợp, giá trị của hàm số tại điểm kì dị 0 được hiểu là có giá trị giới hạn bằng 1.
{\displaystyle \lim _{x\to 0}\mathrm {sinc} (x)=1}.
Khái niệm "sinc" (/ˈsɪŋk/) được viết tắt từ tên đầy đủ hàm này trong tiếng Latin là sinus cardinalis, do Phillip M. Woodward đưa ra lần đầu tiên vào năm 1953.

## Giao với trục hoành

Cực đại và cực tiểu của hàm si(x) không chuẩn ứng với các giá trị x tại giao điểm của hàm si(x)và cos(x). Đồ thị hàm sinc màu đỏ, đồ thị hàm cosin màu xanh.

Hàm sinc không chuẩn cắt trục hoành tại những điểm là bội số của kπ, với k là số nguyên khác 0, và đạt cực trị tại các điểm giao với hàm số cosin, tức là những điểm x=ξ và sin(ξ)/ξ = cos(ξ), lúc đó thì đạo hàm của [sin(x)/x]' = 0.
{\displaystyle \operatorname {si} (x)={\frac {\sin(x)}{x}}=0} với {\displaystyle \ x\in \{n\pi \ |\ n\in \{\pm 1,\pm 2,\dots \}\}}
{\displaystyle \operatorname {sinc} (x)={\frac {\sin(\pi x)}{\pi x}}=0} với {\displaystyle \ x\in \{\pm 1,\pm 2,\dots \}}

## Biến đổi
Hàm sinc chuẩn có thể biến đổi như sau:
{\displaystyle {\frac {\sin(\pi x)}{\pi x}}=\prod _{n=1}^{\infty }\left(1-{\frac {x^{2}}{n^{2}}}\right)\,\!}
Và cũng có thể biến đổi theo hàm Gamma {\displaystyle \Gamma (x)} bằng công thức Euler áp dụng cho hàm chẳn:
{\displaystyle {\frac {\sin(\pi x)}{\pi x}}={\frac {1}{\Gamma (1+x)\Gamma (1-x)}}.\,\!}
Cũng theo công thức Euler:
{\displaystyle {\frac {\sin(x)}{x}}=\prod _{n=1}^{\infty }\cos \left({\frac {x}{2^{n}}}\right).}
Chuỗi Taylor:
{\displaystyle {\frac {\sin(x)}{x}}=\sum _{n=0}^{\infty }(-1)^{n}{\frac {x^{2n}}{(2n+1)!}}}

### Biến đổi Fourier
Biến đổi Fourier của một hàm sinc (tần số thường) là một hàm rect(f):
{\displaystyle \int _{-\infty }^{\infty }\operatorname {sinc} _{\pi }(t)e^{-2\pi ift}\,\mathrm {d} t=\operatorname {rect} _{1}(f)}
Với hàm rect được định nghĩa như sau:
{\displaystyle \operatorname {rect} _{\tau }\left(t\right)={\begin{cases}1&|t|\leq \tau /2\\0&{\text{khac}}\end{cases}}}.
Biến đổi Fourier của hàm rect trên cũng thu được một hàm sinc:
{\displaystyle {\mathcal {F}}(\operatorname {rect} _{\tau })(\omega )={\frac {1}{\sqrt {2\pi }}}\int \limits _{-\tau /2}^{\tau /2}e^{-\mathrm {i} \omega t}\,\mathrm {d} t={\frac {1}{\sqrt {2\pi }}}\tau \operatorname {sinc} _{1}\left({\frac {\omega \tau }{2}}\right)}.
Ứng dụng thực tế công thức này để tạo thành bộ lọc sinc như các bộ lọc thông thấp hay brick-wall. Trường hợp đặc biệt trong biến đổi Fourier này:
{\displaystyle \int _{-\infty }^{\infty }{\frac {\sin(\pi x)}{\pi x}}\,dx=\mathrm {rect} (0)=1\,\!}
là một tích phân suy rộng và không phải là một tích phân Lebesgue hội tụ, như:
{\displaystyle \int _{-\infty }^{\infty }\left|{\frac {\sin(\pi x)}{\pi x}}\right|\,dx=+\infty .}
Những tính chất của hàm sinc chuẩn được ứng dụng trong việc tái lập các mẫu của những hàm có giới hạn băng thông:
- Là một hàm nội suy, tức là sinc(0) = 1, và sinc(k) = 0 với k là số tự nhiên khác 0.
- Hàm xk(t) = sinc(t−k) (k là số tự nhiên) hình thành một hệ cơ sở trực chuẩn (orthonormal basic) của các hàm có băng thông giới hạn trong không gian hàm Lp: L2(R) với tần số góc cao nhất ωH=π (có nghĩa là tần số chu kỳ cao nhất ƒH=1/2).

## Đạo hàm
Đạo hàm bậc n của hàm:
{\displaystyle \mathrm {si} (x)={\frac {\sin(x)}{x}}}, với x ≠ 0.
Có dạng:
{\displaystyle {\frac {\mathrm {d} ^{n}\operatorname {si} (x)}{\mathrm {d} \,x^{n}}}=\sum _{m=0}^{n}{\frac {n!}{m!}}(-1)^{n-m}{\frac {\mathrm {d} ^{m}\,\sin \,x}{\mathrm {d} \,x^{m}}}{\frac {1}{x^{n-m+1}}}}
Từ đó suy ra:
{\displaystyle {\frac {\mathrm {d} \,\operatorname {si} \,x}{\mathrm {d} \,x}}={\frac {\cos \,x}{x}}-{\frac {\sin \,x}{x^{2}}}}
{\displaystyle {\frac {\mathrm {d} ^{2}\,\operatorname {si} \,x}{\mathrm {d} \,x^{2}}}=-{\frac {\sin \,x}{x}}-{\frac {2\,\cos \,x}{x^{2}}}+{\frac {2\,\sin \,x}{x^{3}}}}

## Cực trị
Giá trị gần đúng của hoành độ x tại cực trị thứ n với n ≥ 1 có thể tính bằng công thức:
{\displaystyle x_{n}\approx (n+{\tfrac {1}{2}})\pi -{\frac {1}{(n+{\frac {1}{2}})\pi }}}
Với giá trị n lẻ tương ứng với điểm cực tiểu, n chẳn tương ứng với điểm cực đại. Đồ thị hàm số đối xứng qua trục tung và đạt cực đại lớn nhất tại vị trí ξ0 = (0,1).
| Cực đại                       | Cực tiểu                       |
| ----------------------------- | ------------------------------ |
| 0                             |                                |
|                               | ≈ 4,4934095 ≈ 1½π − 0,219284   |
| ≈ 7,7252518 ≈ 2½π − 0,12873   |                                |
|                               | ≈ 10,904122 ≈ 3½π − 0,091452   |
| ≈ 14,066194 ≈ 4½π − 0,070973  |                                |
|                               | ≈ 17,220755 ≈ 5½π − 0,057989   |
| ≈ 20,371303 ≈ 6½π − 0,049049  |                                |
|                               | ≈ 23,519452 ≈ 7½π − 0,042493   |
| ≈ 26,666054 ≈ 8½π − 0,042998  |                                |
|                               | ≈ 29,811599 ≈ 9½π − 0,033531   |
| ≈ 32,956389 ≈ 10½π − 0,030334 |                                |
|                               | ≈ 36,100622 ≈ 11½π − 0,0276935 |
| ≈ 39,244432 ≈ 12½π − 0,025476 |                                |
|                               | ⋯                              |
| ⋯                             |                                |
|                               | ≈ (2n−½)·π − ((2n−½)·π)−1      |
| ≈ (2n+½)·π − ((2n+½)·π)−1     |                                |